# Апотекарица
Апотекарица је југословенски кратки ТВ филм из 1971. године. Режирао га је Срђан Карановић који је написао и сценарио.

## Улоге
| Глумац                | Улога                       |
| --------------------- | --------------------------- |
| Бранислав Чанак       |                             |
| Јагода Калопер        |                             |
| Горан Марковић        |                             |
| Слободан Цица Перовић | (као Слободан Цица Перовић) |